# آندره کاپرالوف
آندره کاپرالوف (به انگلیسی: Andrey Kapralov) (زادهٔ ۷ اکتبر ۱۹۸۰) شناگر اهل روسیه است.